# ألبرتو فوجيموري
ألبرتو فوجيموري (بالإسبانية: Alberto Fujimori) (28 يوليو 1938 - 11 سبتمبر 2024 م)، رئيس بيرو في الفترة من 6 محرم 1411 هـ / 28 يوليو 1990 م حتى 21 شعبان 1421 هـ / 17 نوفمبر 2000 م، عزله البرلمان عن الرئاسة بسبب اتهامات بالفساد وانتهاك حقوق الإنسان.

## حياته
ولد فوجيموري في ليما عاصمة بيرو لأبوين يابانيين هاجرا سنة 1353 هـ / 1934 م إلى بيرو. درس من سنة 1376 هـ / 1956 م إلى 1381 هـ / 1961 م الهندسة الزراعية في جامعة مولينا الوطنية للزراعة (بالإسبانية: Universidad Nacional Agraria de la Molina) حيث نال شهادة الدكتوراه. بعد فترة وجيزة من عمله في التدريس، درس من سنة 1384 هـ / 1964 م إلى سنة 1390 هـ / 1970 م الرياضيات والفيزياء في جامعة ستراسبورغ. من سنة 1390 هـ / 1970 م، درس في جامعة وسكانسن ميلووكي نال فيها شهادة إضافية وهي ماجستير في العلوم.
بعد عودته إلى البيرو، أصبح رئيسًا لكلية العلوم الطبيعية لجامعة مولينا سنة 1405 هـ / 1984 م، ثم عميدًا للجامعة. شغل مرتين منصب رئيس لجنة عمداء الجامعات في البيرو.

## الطريق نحو الرئاسة
صار فوجيموري معروفا عند الجمهور البيروفي، بعد استضافته في برنامج تلفزيوني. ساعده قربه من رئيس حزب الرابطة الشعبية الثورية الأمريكية (بالإسبانية: Alianza Popular Revolucionaria Americana)، أكبر الأحزاب البيروفية حينها والمعروف اختصارا بـAPRA على دخول عالم السياسة، قبل أن يأسس سنة 1409 هـ / 1988 م حزبه الخاص كامبيو 90.
دخل معترك الانتخابات الرئاسية لسنة 1411 هـ / 1990 م كمرشح غير قوي نظرا لحداثة عهده بالسياسة، لكنه استفاد كثيرًا من سخط الرأي العام البيروفي إزاء الأحزاب السياسية التقليدية. الشيء الذي مكنه من إحداث مفاجأة كبيرة بالفوز بـ30,7% من أصوات الناخبين في الجولة الانتخابية الأولى.
دخل الجولة الانتخابية الثانية كمنافس للمرشح الأوفر حظا الكاتب ماريو بارغاس يوسا، و الذي مثل حركة الوسط واليمين في البيرو، مما دفع أحزاب اليسارية للاصطفاف وراء فوجيموري. بذلك تمكن فوجيموري من إحداث فوز مدوي، والفوز بـ56,5% من الأصوات ليصبح بذلك رئيسًا للبلاد.

## فترة الرئاسة
عند بداية فترته الرئاسية الأولى، كانت البلاد تعاني من وطأة أزمة اقتصادية خانقة وتضخم مالي كبير. هذا إضافة إلى مواجهات الدولة لمجموعات مسلحة متعددة متورطة في أعمال عنف في أنحاء متعددة من البيرو.